# Politikåret 1991

## Händelser

### Januari
- 13 januari - TV-huset i Vilnius besätts av sovjetiska trupper.
- 15 januari - Kuwaitkriget börjar.
- 28 februari - Kuwaitkriget slut.

### Maj
- 21 maj - Rajiv Gandhi, mördas.

### Juni
- 12 juni - Sveriges riksdag beslutar bygga en förbindelse över Öresund.
- 13 juni - Sveriges riksdag beslutar att Sverige ska söka medlemskap i Europeiska gemenskapen.
- 25 juni - Kroatien och Slovenien förklarar sig självständiga.

### Juli
- 1 juli - Sverige lämnar in ansökan om medlemskap i Europeiska gemenskapen.
- 6 juli - Nelson Mandela blir ordförande i ANC.

### Augusti
- 14 augusti - Folketinget godkänner byggandet av en fast förbindelse mellan Malmö och Köpenhamn.
- 19 augusti - Boris Jeltsin uppmanar folket att trotsa juntan som för tillfället styr Sovjetunionen.
- 20 augusti - Estland förklarar sig självständigt.
- 21 augusti - Lettland förklarar sig självständigt.
- 24 augusti - Rysslands president Boris Jeltsin erkänner Estland och Lettland som fria stater.
- 27 augusti - Sverige och EU erkänner de baltiska staternas självständighet.
- 29 augusti - Det sovjetiska kommunistpartiet förbjuds att verka.

### September
- 6 september - Sovjet  erkänner de baltiska staternas självständighet.[1][2][3]
- 23 september - Armenien förklarar sig självständigt.

### November
- 6 november - Yttrandefrihetsgrundlagen antas av Sveriges riksdag.

### December
- 1 december - Ukraina lämnar Sovjetunionen.
- 3 december - Boutros Boutros-Ghali väljs till FN:s generalsekreterare.
- 25 december - Michail Gorbatjov avgår och Sovjetunionen upplöses.

## Organisationshändelser
- 4 februari - Partiet Ny demokrati bildas av Bert Karlsson och Ian Wachtmeister.
- 18 februari - Bert Karlsson avgår som partiledare för Ny demokrati och efterträds av Ian Wachtmeister.

## Val och folkomröstningar
- 17 mars – Riksdagsval i Finland.
- 20 april – Alltingsval på Island.
- 15 september - Riksdagsvalet i Sverige resulterar i en borgerlig valseger, med Ny demokrati som vågmästare. Carl Bildt efterträder Ingvar Carlsson som statsminister.

## Födda
- 28 mars – Kasper Gieldon, Riksordförande Moderat skolungdom sedan 2011.

## Avlidna
- 21 maj – Rajiv Gandhi, Indiens premiärminister 1984–1989.
- 18 november – Gustáv Husák, Tjeckoslovakiens siste president 1975–1989.

### Fotnoter
1. ↑  ”Estonia” (på engelska). World Statesmen. http://www.worldstatesmen.org/Estonia.html. Läst 23 september 2012.
2. ↑  ”Latvia” (på engelska). World Statesmen. http://www.worldstatesmen.org/Latvia.htm. Läst 23 september 2012.
3. ↑  ”Lithuania” (på engelska). World Statesmen. http://www.worldstatesmen.org/Lithuania.htm. Läst 23 september 2012.